# Хостел 2
«Хостел 2» (англ. Hostel: Part II) — американсько-ісландсько-чеський фільм жахів 2007 року сценариста і режисера Елая Рота, продовження фільму Хостел 2005 року. Як і його попередник, знятий у Словаччині та зосереджується на сюжеті, в якому багаті клієнти платять, щоб мучити та вбивати викрадених жертв. Фільм показав гірші результати в касових зборах, зібравши 17 млн доларів у перший вікенд, в той час, як оригінальний зібрав 19 млн, проте в загальному втричі окупив свій бюджет. Елай Рот знімав сцени для фільму в празькому борделі Big Sister і ісландській лагуні Blue Lagoon.

## Сюжет
Після подій першої частини Пекстона (Джей Ернандес) мучать нічні жахіття і він живе на самоті зі своєю подругою Стефані (Йорданія Ледд). Дівчина засуджує параною Пекстона як перебільшену і нестерпну. Вона прокидається наступного ранку та знаходить свого хлопця обезголовленим. Коробку з відрізаною головою Пекстона потім доставляють босові Elite Hunting Саші (Мілан Кназко), коли той розслабляється в кафе на відкритому повітрі.
В Італії три студентки-художниці, Бет (Лорен Джерман), Уїтні (Біжу Філліпс) і Лорна (Хізер Матараззо) переконуються Аксель (Вера Йорданова) приєднатися до неї на розкішному спа-курорті в Празі. Четвірка відправляється в невелике словацьке містечко і зупиняється в місцевому гуртожитку, де портьє завантажує їхні фотографії на сайт аукціону. Американський бізнесмен Тодд (Річард Бургі) перемагає в заявці на Уїтні та Бет для себе і свого найкращого друга Стюарта (Роджер Барт).
Увечері того ж дня, у Свято врожаю села, Лорна виявляє, що Бет успадкувала величезні статки від своєї матері. Стюарт і Тодд йдуть на фестиваль, де Стюарт зближається з Бет. Попри попередження, в стані алкогольного сп'яніння Лорна залишає подруг на човні з місцевим хлопцем Романом, який викрадає дівчину за допомогою двох спільників. Бет і Уїтні покидають вечірку, а Аксель залишається чекати Лорну. Уїтні хоче переспати з Мирославом (Станіслав Яневський), але Бет переконує її у зворотному.
Наступним ранком Бет, Уїтні, Аксель і Мирослав йдуть до місцевого спа-салону, щоб розслабитися. Тим часом оголена Лорна висить вниз головою. Місіс Баторі входить у кімнату і довгою косою перерізає Лорні горло.
Бет прокидається, знаходить себе на самоті, її майно вкрадено. Тодд радісно тероризує Уїтні електричною пилою, але втрачає самовладання після випадкового розрізання частини її голови. У жаху від того, що він зробив, Тодд намагається піти, але один з охоронців нагадує йому, що він за контрактом зобов'язаний убити її й не може піти, поки не зробить цього.
Стюарт повертається, Бет спокушає його, звільнившись від стільця. Пізніше пропонує Саші купити свою свободу частиною своєї спадщини, але Саша пояснює, що для того, щоб залишитися в живих, вона також повинна вбити когось. Коли Стюарт ображає Бет, вона відрізає його геніталії й кидає їх сторожовим собакам, залишивши того стікати кров'ю до смерті. Відповідно до договору, Бет робиться татуювання, роблячи її офіційним членом.
У фінальній сцені Аксель заманили з фестивалю в ліс, Бет відрубує її голову. Хлопчики починають грати в футбол відрубаною головою Аксель.

## Ролі
- Лорен Джерман — Бет Селінджер
- Роджер Барт — Стюарт
- Хізер Матараззо — Лорна
- Біжу Філліпс — Уїтні Сверлінг
- Річард Бургі — Тодд
- Джордан Ледд — Стефані
- Вера Йорданова — Аксель
- Мілан Кназко — Саша Расімов
- Станіслав Яневський — Мирослав
- Роман Янечка — Роман
- Патрік Зіго — ватажок банди хлопчиків
- Джей Ернандес — Пекстон
- Моніка Малакова — Баторі
- Едвіж Фенек — вчителька

Режисер Елай Рот, його брат Гебріель і со-продюсер Ден Фіснер зробили епізодичну появу, як голови на палицях.

## Виробництво
Lionsgate показала перші п'ять хвилин Hostel: Part II 25 травня 2007.
В одному з трейлерів оповідач говорить: «Це тільки кіно», слоган до фільму жахів Останній будинок ліворуч режисера Веса Крейвена. Цьому сприяла реклама по телевізору «Найбільш шокуючий фінал в історії кіножахів».

## Критика
Рейтинг на Rotten Tomatoes — 44 % свіжості. Фільм був номінований на дві Золоті малини.

## Касові збори
Під час показу в Україні, що розпочався 6 вересня 2007 року, протягом перших вихідних фільм демонстрували на 35 екранах, що дозволило йому зібрати $73,221 і посісти 3 місце в кінопрокаті того тижня. Фільм опустився на четверту сходинку українського кінопрокату наступного тижня, хоч досі демонструвався на 35 екранах і зібрав за ті вихідні ще $33,807. Загалом фільм в кінопрокаті України пробув 3 тижні й зібрав $159,897, посівши 79 місце серед найбільш касових фільмів 2007 року.